# Boulevard (parada en San Sebastián)
Boulevard es un conjunto de paradas ubicadas en la céntrica Alameda del Boulevard de San Sebastián. Para la compañía de autobuses urbanos de la ciudad, Dbus, este paseo ha sido siempre el inicio de sus servicios nocturnos y de muchas líneas diurnas y aún sigue siéndolo.

## Paradas

### Boulevard 3
13 Altza

### Boulevard 9
21 Mutualidades - Anoeta 

28 Amara - Hospitales - Miramón

### Boulevard 13
26 Amara - Riberas - Loiola - Martutene

### Boulevard 15
9 Egia - Intxaurrondo 

29 Intxaurrondo Sur 

31 Ayete - Hospitales

### Boulevard 17
5 Benta Berri - Errotaburu - Zuatzu 

25 Antiguo - Añorga - Errekalde

### Boulevard 19
8 Gros - Intxaurrondo 

42 Aldapa - Egia

### Otras paradas cercanas

#### Plaza de Guipúzcoa
14 Bidebieta 

16 Igeldo 

18 Seminario 

19 Ayete - Bera-Bera 

37 Estaciones Renfe-Bus - Zorroaga

#### Aldamar-Bretxa
39 Urgull
- Datos: Q42910907